# Oasi avifaunistica del fiume Nata
L'oasi avifaunistica del fiume Nata è un'area naturale protetta del Botswana.
La riserva è stata costituita nel 1993 per iniziativa delle comunità locali ed è retta da un Consiglio di amministrazione in cui siedono i rappresentanti dei villaggi di Nata, Maposa, Mmanxotae e Sepako.

## Territorio
La riserva, che ha una superficie complessiva di 961 km2, include il delta del fiume Nata e la circostante parte settentrionale della salina di Sua Pan, facente parte del complesso delle saline del Makgadikgadi Pan.

## Fauna
L'area del Makgadikgadi Pan è classificata come Important Bird and Biodiversity Area. Nel territorio della riserva è segnalata la presenza di oltre 300 specie di uccelli. Il delta del fiume Nata, unico corso d'acqua perenne della regione, ospita popolazioni stanziali di svassi (Podiceps spp.), cormorani (Phalacrocorax spp.), anatre (Anatidae spp.), corrieri (Charadrius spp.) e pellicani (Pelecanus spp.).
Con l'arrivo delle piogge migliaia di fenicotteri (Phoenicopterus roseus e Phoeniconaias minor) si radunano nell'area; altre specie presenti in maniera significativa sono il corriere bandacastana (Charadrius peronii), il pellicano bianco (Pelecanus onocrotalus), il pellicano grigio (Pelecanus rufescens).